# 麗西安之歌
《麗西安之歌》（英語：The Lay of Leithian）是英國作家J·R·R·托爾金的未完詩作，敘述貝倫與露西安的愛情故事。1985年，這首詩被收錄在《中土世界的歷史》第三部《貝爾蘭沒落》中出版。

## 內容
在班戈拉赫戰役後，人類男子貝倫進入多瑞亞斯森林，並在那裡邂逅精靈公主露西安，兩人都愛上了對方。露西安的父親、多瑞亞斯之王辛葛不願女兒嫁給人類，於是令貝倫要先取得一枚精靈寶鑽才可娶露西安為妻。在神犬胡安和納國斯隆德之王芬羅德·費拉剛等人幫助下，貝倫與露西安擊敗了魔苟斯的麾下大將索倫，並成功抵達安格班，從魔苟斯的鐵冠上取走一枚精靈寶鑽。但兩人在逃離安格班時遭惡狼卡黑洛斯阻住去路，貝倫握住精靈寶鑽的手被卡黑洛斯咬下。

## 創作背景
J·R·R·托爾金從1925年夏天開始撰寫《麗西安之歌》。他在1929年年底向好友C·S·路易斯朗讀這首詩歌，路易斯對其提出了評論，於是托爾金便參考路易斯的評語，近乎將《麗西安之歌》全面重寫:111。